# Diada de Sant Fèlix 2008
La diada castellera de Sant Fèlix celebrada el dissabte dia 30 d'agost del 2008 a Vilafranca del Penedès, va ser un èxit per a totes les colles. Totes van realitzar els millors castells de la temporada fins aquella data, incloent onze castells de nou pisos, cinc d'ells de gamma extra, dos pilars de vuit amb folre i manilles, el primer cinc de nou amb folre descarregat de la Colla Joves Xiquets de Valls i el primer intent de tres de nou amb folre i l'agulla de la història castellera a càrrec de la Colla Vella dels Xiquets de Valls.

## Colles participants, castells assolits i puntuació
| Castellers de Vilafranca          | Pde4cam, 4de9fa, 2de9fm, 3de9f, Pd8fm                     |  |
| Colla Joves dels Xiquets de Valls | Pde4cam, 3de9f, 5de9f, 4de9f (i), 4de9f, 2 Pd5 simultanis |  |
| Colla Vella dels Xiquets de Valls | Pde4cam, 3de9f, 3de9fa (i), 3de8a, 2de9fm (c), Pd8fm (c)  |  |
| Minyons de Terrassa               | Pde4cam, 3de9f, 5de9f (c), 4de9f, Pde6                    |  |

- *(f) folre, (m) manilles, (c) carregat, (i) intent, (id) intent desmuntat, (a) agulla, (s) aixecat per sota.

## Curiositats
- La Colla Joves dels Xiquets de Valls va descarregar per primer cop en aquesta diada el 5 de 9 amb folre.[1]
- La Colla Vella dels Xiquets de Valls va intentar per primer cop en la història del món casteller el 3 de 9 amb folre i l'agulla.[1]
- La Colla Vella dels Xiquets de Valls va descarregar el 3 de 8 amb agulla per primer cop en una Diada de Sant Fèlix.
- La torre de nou amb folre i manilles descarregada pels Castellers de Vilafranca va ser el castell de 9 pisos o més número 400 descarregat a la plaça de la vila.